# Orbquelle bei Bad Orb
Orbquelle bei Bad Orb ist ein Naturschutzgebiet auf dem Gebiet der Stadt Bad Orb im Main-Kinzig-Kreis in Hessen. Das Naturschutzgebiet liegt südöstlich der Kernstadt von Bad Orb westlich der Landesstraße L 2905 entlang der Orb.

## Bedeutung
Das 13,22 ha große Gebiet mit der Kennung 1435083 ist seit dem Jahr 1997 als Naturschutzgebiet ausgewiesen.